# Fußballer des Jahres (Deutschland)

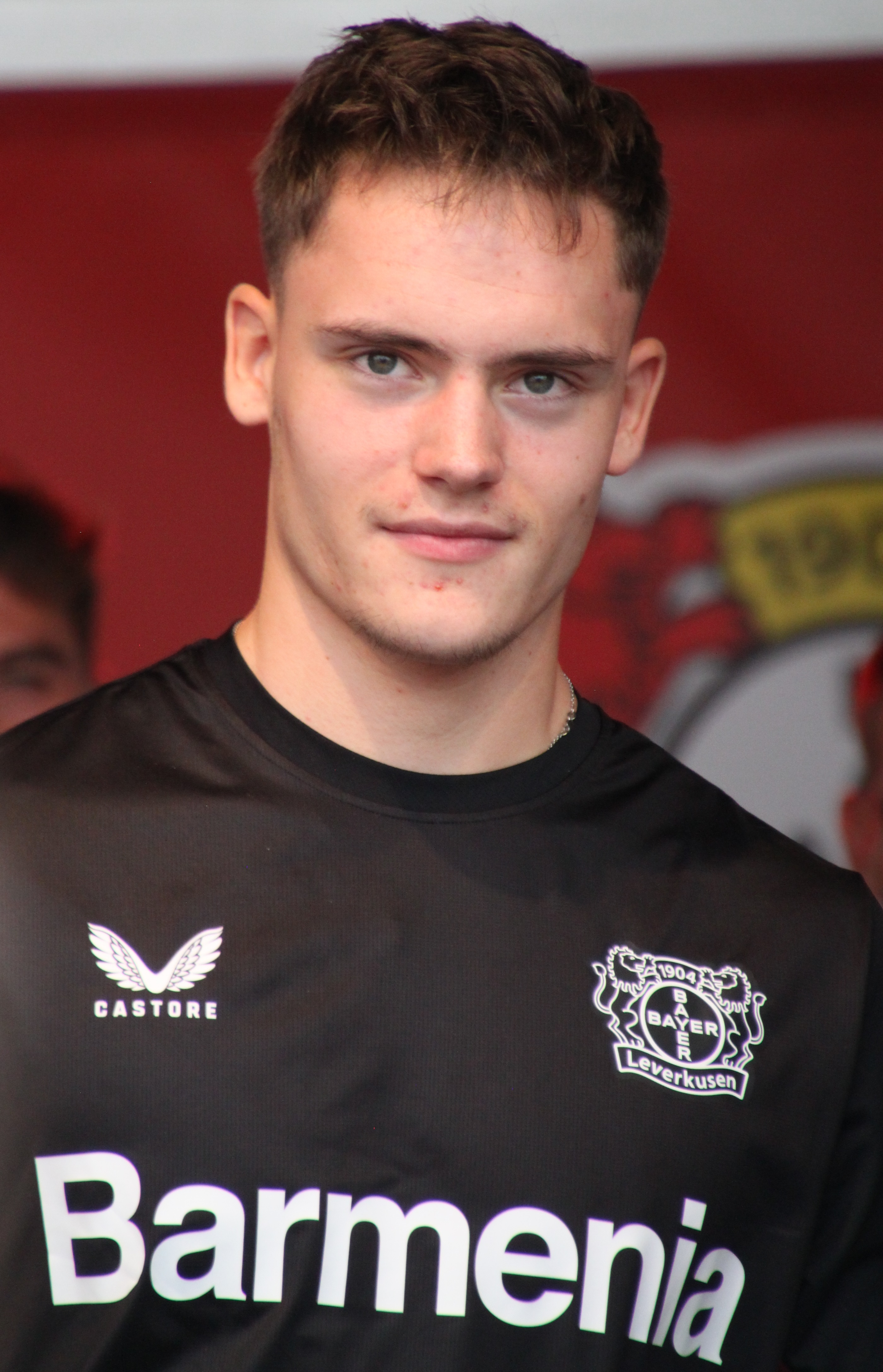
Florian Wirtz – aktueller Fußballer des Jahres 2025

Als Fußballer des Jahres wird in Deutschland jährlich ein Spieler als herausragendster der Saison geehrt. Der Fußballer des Jahres wird von den Mitgliedern des Verbands Deutscher Sportjournalisten (VDS) gewählt und gemeinsam mit dem Fachblatt Kicker-Sportmagazin ausgezeichnet. Als Kandidaten kommen alle deutschen Spieler sowie bei einem Verein der Fußball-Bundesliga unter Vertrag stehende ausländische Spieler in Frage.

## Geschichte
Die Auszeichnung wird seit 1960 vorgenommen. Uwe Seeler war der erste Titelträger. Der erste nichtdeutsche Titelträger war 2004 der Brasilianer Aílton. Seitdem erhielten fünf weitere ausländische Spieler diese Auszeichnung. Aktueller Fußballer des Jahres ist Florian Wirtz.
Rekord-Titelträger war Franz Beckenbauer, der insgesamt viermal zum Fußballer des Jahres gewählt wurde. Mit einem Alter von 20 Jahren bei seiner ersten Wahl im Jahr 1966 war er zudem der bisher jüngste Spieler, dem diese Ehrung zuteilwurde. Michael Ballack, Sepp Maier und Uwe Seeler wurden je dreimal ausgezeichnet. Hans Tilkowski erhielt 1965 als erster Torwart den Titel. Rekordsieger auf dieser Position ist Sepp Maier. Erfolgreichster Verein ist der FC Bayern München, der 22-mal den besten Fußballer in Deutschland stellte.
19-mal wurden Mittelfeldspieler ausgezeichnet. Der zeitlich größte Abstand zwischen der ersten und letzten Auszeichnung betrug zehn Jahre (Franz Beckenbauer und Uwe Seeler). Der bisher älteste Fußballer des Jahres war Lothar Matthäus, der bei seiner zweiten Wahl 38 Jahre alt war. Als erster im Ausland spielender Fußballer wurde 1985 Hans-Peter Briegel (Hellas Verona) zu Deutschlands Fußballer des Jahres gewählt. Insgesamt wurden sieben im Ausland spielende Spieler ausgezeichnet, die aber zu der Zeit auch deutsche Nationalspieler waren. Abgesehen von Jürgen Klinsmann (AS Monaco), Toni Kroos (Real Madrid) und İlkay Gündoğan (Manchester City) haben diese alle in Italien gespielt.
Franz Beckenbauer (1976), Karl-Heinz Rummenigge (1980), Lothar Matthäus (1990) und Matthias Sammer (1996) wurden im selben Jahr sowohl zu Deutschlands als auch zu Europas Fußballer des Jahres gewählt. Darüber hinaus wurde Matthäus 1991 auch noch als Weltfußballer des Jahres ausgezeichnet. Jürgen Klinsmann ist der einzige Spieler, der sowohl in Deutschland (1988 und 1994) als auch in einem anderen Land (England, 1995) Fußballer des Jahres wurde. Dagegen wurden nur im Ausland Andreas Brehme 1989 in Italien, Bert Trautmann in England (1956), Uli Stielike (1979–1982) und Bernd Schuster (1985, 1991) in Spanien, Jörg Albertz in China (2003), Steffen Hofmann (2004–2006, 2008–2011) und Alexander Zickler (2006, 2007) in Österreich sowie Thomas Broich (2012, 2014) in Australien zum Fußballer des Jahres gekürt.
Bis auf 2008 wurde in den Jahren, in denen Deutschland ein EM- oder WM-Finale erreichte, immer ein Spieler der Nationalmannschaft gewählt, und in WM-Jahren wurde – bis auf 2010 und 2022 – unabhängig vom Abschneiden der Nationalmannschaft immer ein Spieler des deutschen WM-Kaders gewählt.

## Liste der Titelträger

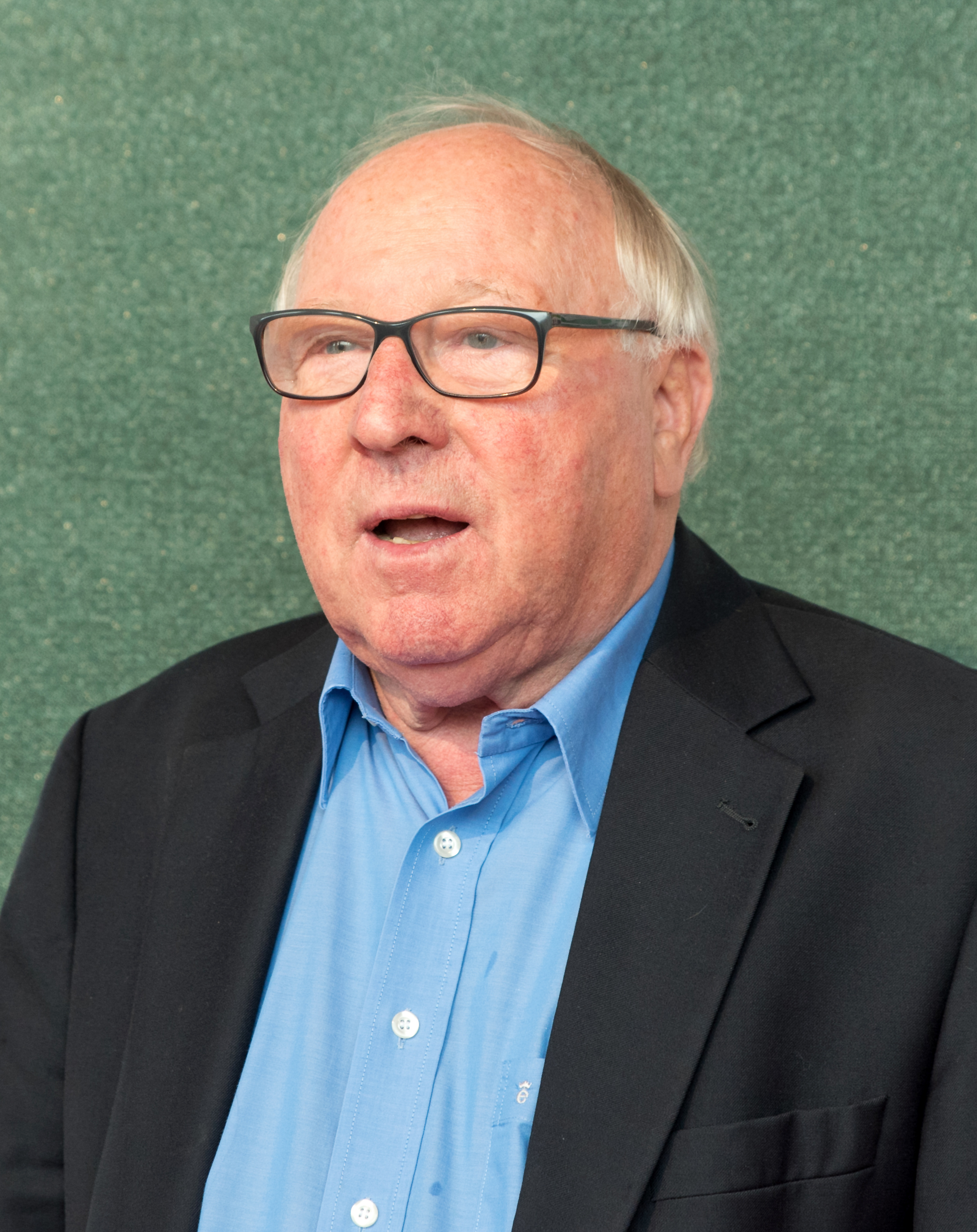
Uwe Seeler war der erste Titelträger und wurde dreimal ausgezeichnet.

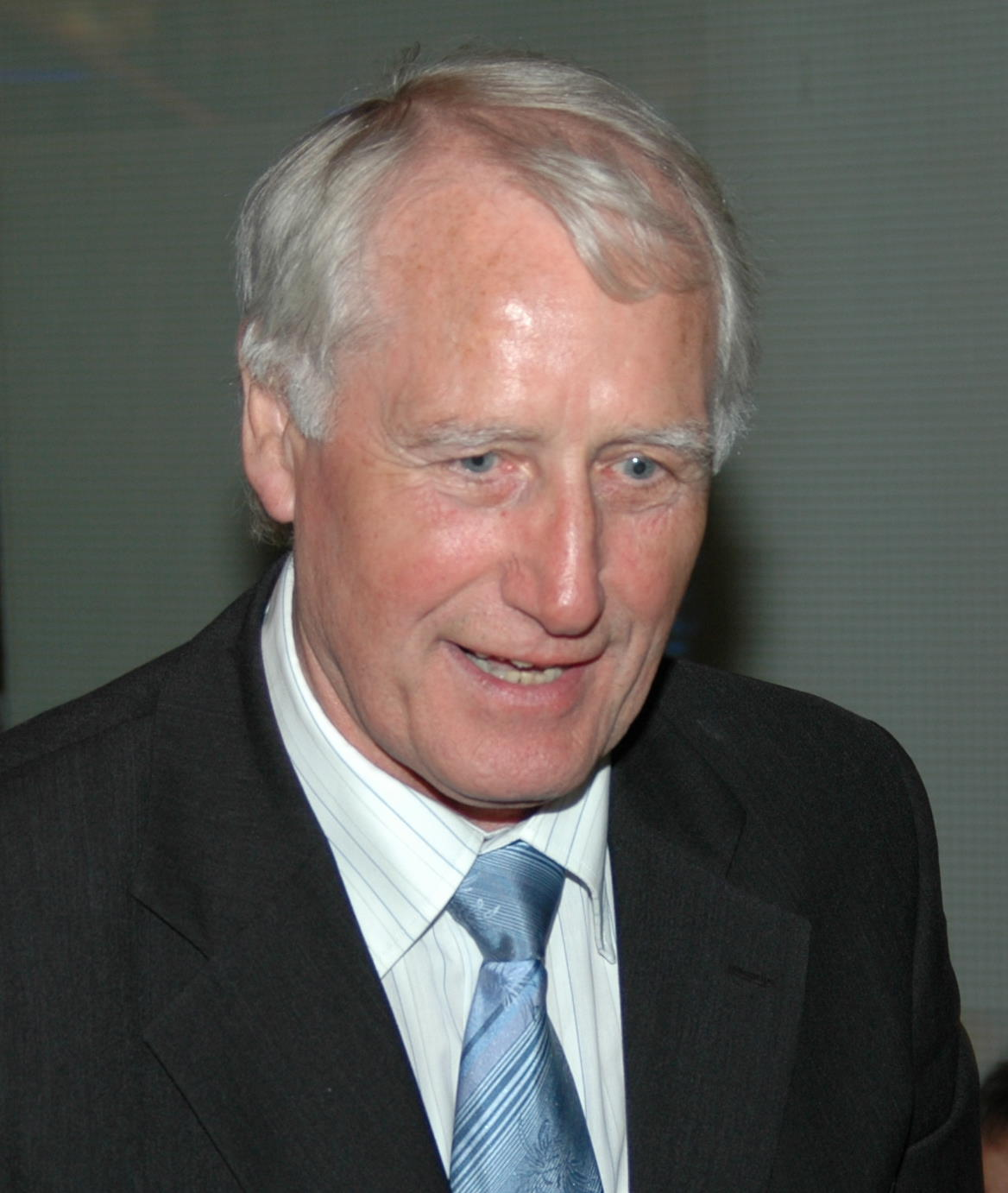
Hans Tilkowski war der erste ausgezeichnete Torhüter.

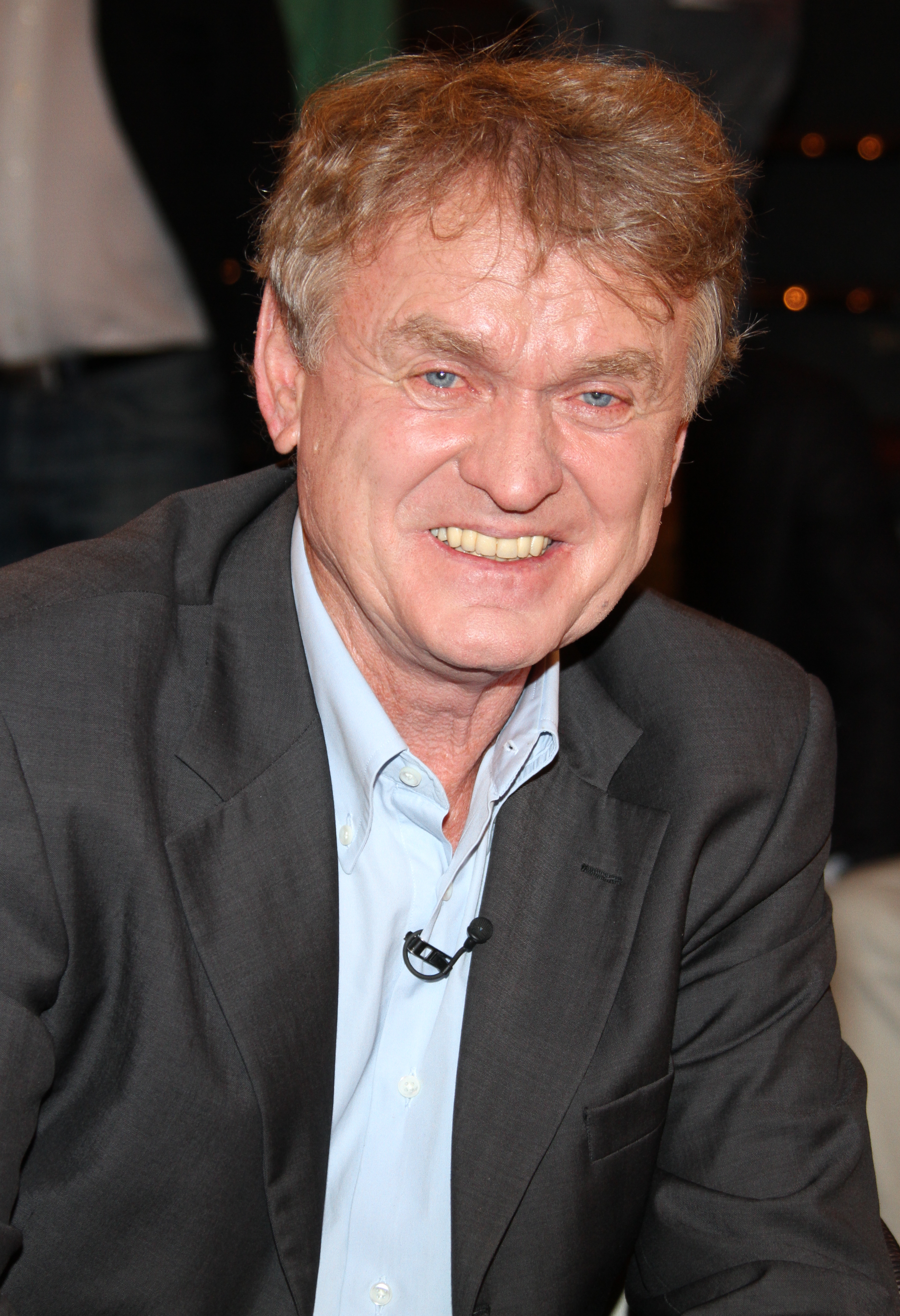
Sepp Maier ist mit drei Auszeichnungen erfolgreichster Torhüter.

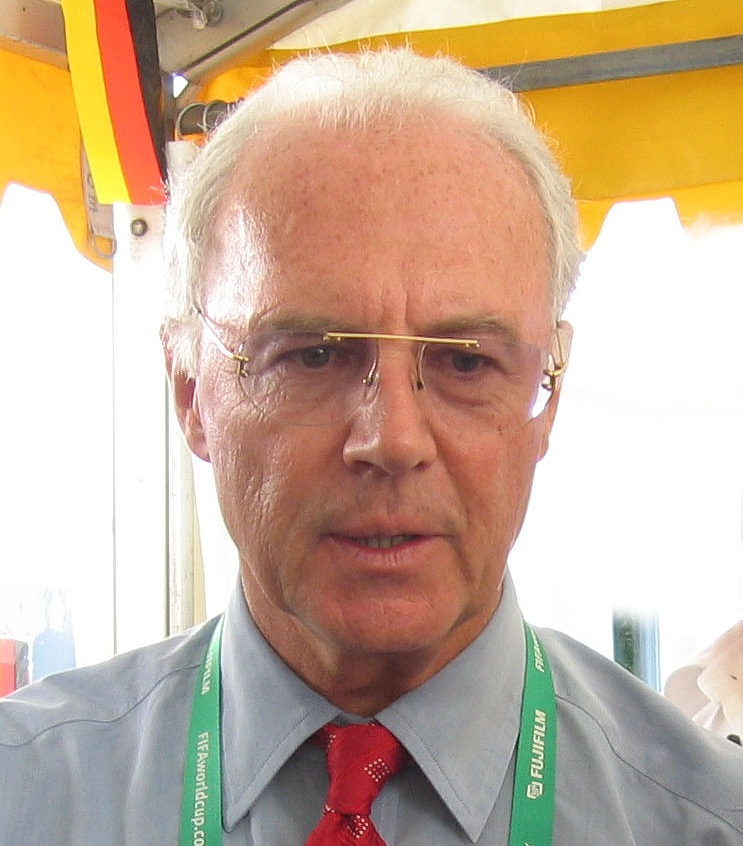
Franz Beckenbauer ist mit vier Auszeichnungen Rekordhalter.

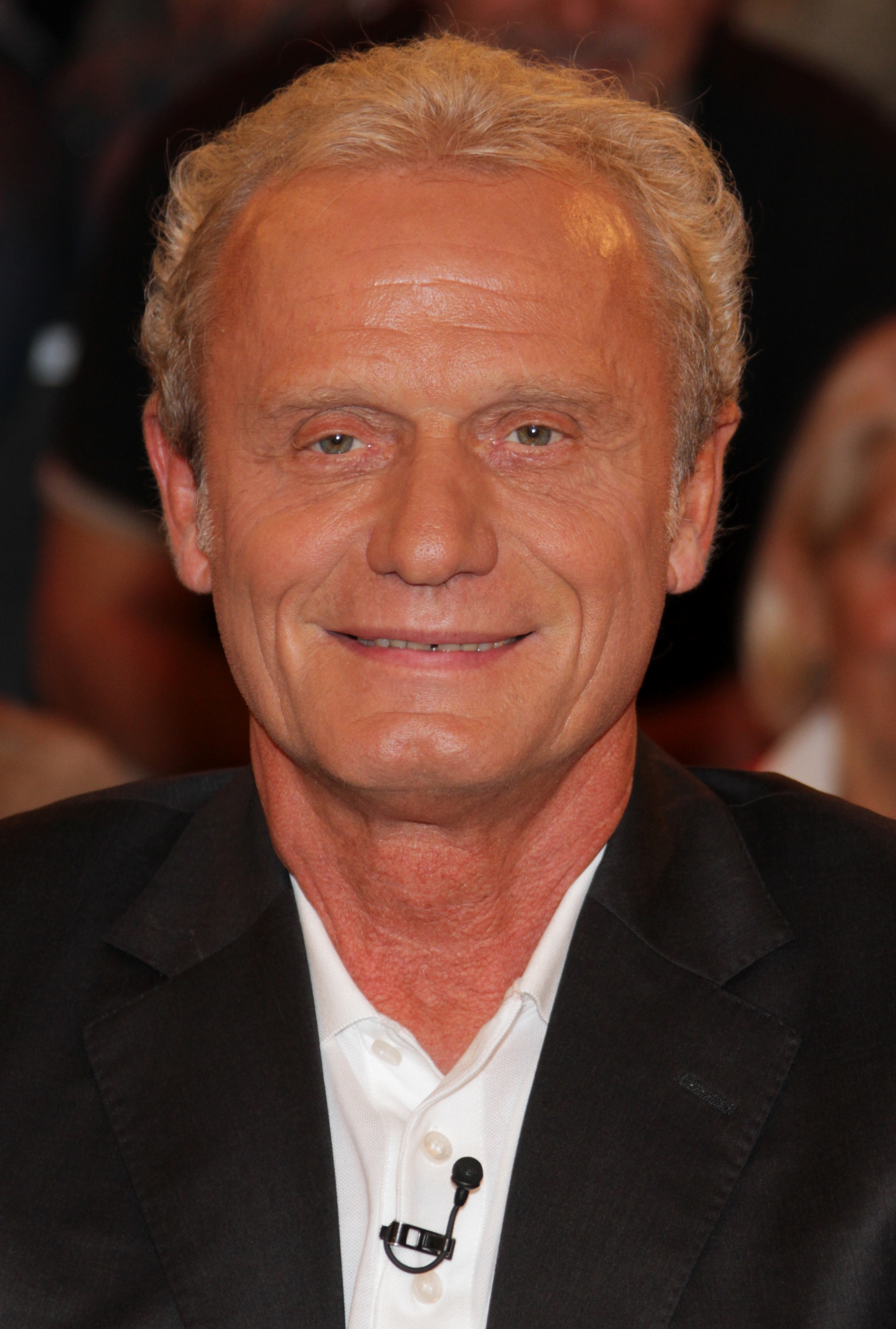
Hans Peter Briegel wurde als erster im Ausland spielender Profi ausgezeichnet.

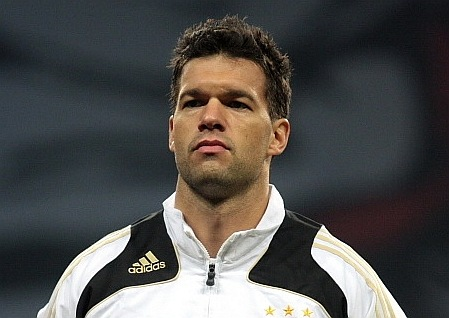
Michael Ballack wurde dreimal Fußballer des Jahres.

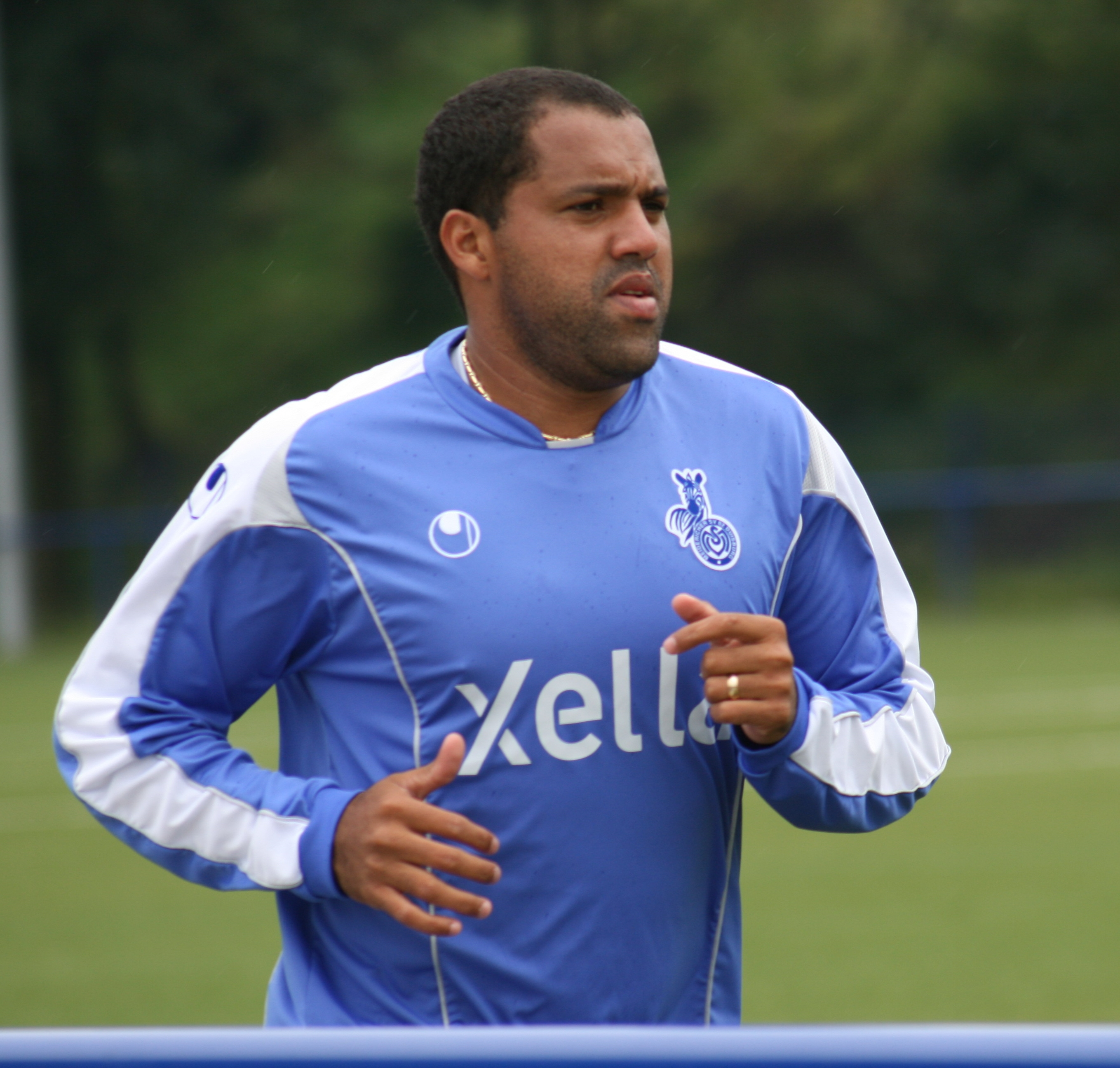
Aílton wurde als erster Nichtdeutscher Fußballer des Jahres in Deutschland.

- Jahr: Nennt das Jahr, in dem der Spieler gewählt wurde.
- Name: Nennt den Namen des Spielers.
- Nationalität: Nennt die Nationalität des Spielers, wenn fett geschrieben, wurde die Nationalmannschaft in dem Jahr Welt- oder Europameister, wenn kursiv geschrieben, erreichte sie das WM- oder EM-Finale.
- Verein: Nennt den Verein, für den der Spieler zum damaligen Zeitpunkt gespielt hat. Fett geschriebene Vereine wurden in dem Jahr Meister.
- Position: Nennt die Position des Spielers: Tor, Abwehr, Mittelfeld, Sturm.

| Jahr | Name                    | Nationalität   | Verein                   | Position         |
| ---- | ----------------------- | -------------- | ------------------------ | ---------------- |
| 1960 | Uwe Seeler              | BR Deutschland | Hamburger SV             | Sturm            |
| 1961 | Max Morlock             | BR Deutschland | 1. FC Nürnberg           | Sturm            |
| 1962 | Karl-Heinz Schnellinger | BR Deutschland | 1. FC Köln               | Abwehr           |
| 1963 | Hans Schäfer            | BR Deutschland | 1. FC Köln               | Mittelfeld       |
| 1964 | Uwe Seeler (2)          | BR Deutschland | Hamburger SV             | Sturm            |
| 1965 | Hans Tilkowski          | BR Deutschland | Borussia Dortmund        | Tor              |
| 1966 | Franz Beckenbauer       | BR Deutschland | FC Bayern München        | Mittelfeld       |
| 1967 | Gerd Müller             | BR Deutschland | FC Bayern München        | Sturm            |
| 1968 | Franz Beckenbauer (2)   | BR Deutschland | FC Bayern München        | Mittelfeld       |
| 1969 | Gerd Müller (2)         | BR Deutschland | FC Bayern München        | Sturm            |
| 1970 | Uwe Seeler (3)          | BR Deutschland | Hamburger SV             | Sturm            |
| 1971 | Berti Vogts             | BR Deutschland | Borussia Mönchengladbach | Abwehr           |
| 1972 | Günter Netzer           | BR Deutschland | Borussia Mönchengladbach | Mittelfeld       |
| 1973 | Günter Netzer (2)       | BR Deutschland | Borussia Mönchengladbach | Mittelfeld       |
| 1974 | Franz Beckenbauer (3)   | BR Deutschland | FC Bayern München        | Abwehr           |
| 1975 | Sepp Maier              | BR Deutschland | FC Bayern München        | Tor              |
| 1976 | Franz Beckenbauer (4)   | BR Deutschland | FC Bayern München        | Abwehr           |
| 1977 | Sepp Maier (2)          | BR Deutschland | FC Bayern München        | Tor              |
| 1978 | Sepp Maier (3)          | BR Deutschland | FC Bayern München        | Tor              |
| 1979 | Berti Vogts (2)         | BR Deutschland | Borussia Mönchengladbach | Abwehr           |
| 1980 | Karl-Heinz Rummenigge   | BR Deutschland | FC Bayern München        | Sturm            |
| 1981 | Paul Breitner           | BR Deutschland | FC Bayern München        | Mittelfeld       |
| 1982 | Karlheinz Förster       | BR Deutschland | VfB Stuttgart            | Abwehr           |
| 1983 | Rudi Völler             | BR Deutschland | Werder Bremen            | Sturm            |
| 1984 | Toni Schumacher         | BR Deutschland | 1. FC Köln               | Tor              |
| 1985 | Hans-Peter Briegel      | BR Deutschland | Hellas Verona            | Abwehr           |
| 1986 | Toni Schumacher (2)     | BR Deutschland | 1. FC Köln               | Tor              |
| 1987 | Uwe Rahn                | BR Deutschland | Borussia Mönchengladbach | Sturm            |
| 1988 | Jürgen Klinsmann        | BR Deutschland | VfB Stuttgart            | Sturm            |
| 1989 | Thomas Häßler           | BR Deutschland | 1. FC Köln               | Mittelfeld       |
| 1990 | Lothar Matthäus         | BR Deutschland | Inter Mailand            | Mittelfeld       |
| 1991 | Stefan Kuntz            | Deutschland    | 1. FC Kaiserslautern     | Sturm            |
| 1992 | Thomas Häßler (2)       | Deutschland    | AS Rom                   | Mittelfeld       |
| 1993 | Andreas Köpke           | Deutschland    | 1. FC Nürnberg           | Tor              |
| 1994 | Jürgen Klinsmann (2)    | Deutschland    | AS Monaco                | Sturm            |
| 1995 | Matthias Sammer         | Deutschland    | Borussia Dortmund        | Abwehr           |
| 1996 | Matthias Sammer (2)     | Deutschland    | Borussia Dortmund        | Abwehr           |
| 1997 | Jürgen Kohler           | Deutschland    | Borussia Dortmund        | Abwehr           |
| 1998 | Oliver Bierhoff         | Deutschland    | Udinese Calcio           | Sturm            |
| 1999 | Lothar Matthäus (2)     | Deutschland    | FC Bayern München        | Abwehr           |
| 2000 | Oliver Kahn             | Deutschland    | FC Bayern München        | Tor              |
| 2001 | Oliver Kahn (2)         | Deutschland    | FC Bayern München        | Tor              |
| 2002 | Michael Ballack         | Deutschland    | Bayer 04 Leverkusen      | Mittelfeld       |
| 2003 | Michael Ballack (2)     | Deutschland    | FC Bayern München        | Mittelfeld       |
| 2004 | Aílton                  | Brasilien      | Werder Bremen            | Sturm            |
| 2005 | Michael Ballack (3)     | Deutschland    | FC Bayern München        | Mittelfeld       |
| 2006 | Miroslav Klose          | Deutschland    | Werder Bremen            | Sturm            |
| 2007 | Mario Gómez             | Deutschland    | VfB Stuttgart            | Sturm            |
| 2008 | Franck Ribéry           | Frankreich     | FC Bayern München        | Mittelfeld       |
| 2009 | Grafite                 | Brasilien      | VfL Wolfsburg            | Sturm            |
| 2010 | Arjen Robben            | Niederlande    | FC Bayern München        | Mittelfeld       |
| 2011 | Manuel Neuer            | Deutschland    | FC Schalke 04            | Tor              |
| 2012 | Marco Reus              | Deutschland    | Borussia Mönchengladbach | Mittelfeld       |
| 2013 | Bastian Schweinsteiger  | Deutschland    | FC Bayern München        | Mittelfeld       |
| 2014 | Manuel Neuer (2)        | Deutschland    | FC Bayern München        | Tor              |
| 2015 | Kevin De Bruyne         | Belgien        | VfL Wolfsburg            | Mittelfeld       |
| 2016 | Jérôme Boateng          | Deutschland    | FC Bayern München        | Abwehr           |
| 2017 | Philipp Lahm            | Deutschland    | FC Bayern München        | Abwehr           |
| 2018 | Toni Kroos              | Deutschland    | Real Madrid              | Mittelfeld       |
| 2019 | Marco Reus (2)          | Deutschland    | Borussia Dortmund        | Mittelfeld       |
| 2020 | Robert Lewandowski      | Polen          | FC Bayern München        | Sturm            |
| 2021 | Robert Lewandowski (2)  | Polen          | FC Bayern München        | Sturm            |
| 2022 | Christopher Nkunku      | Frankreich     | RB Leipzig               | Mittelfeld/Sturm |
| 2023 | İlkay Gündoğan          | Deutschland    | Manchester City          | Mittelfeld       |
| 2024 | Toni Kroos (2)          | Deutschland    | Real Madrid              | Mittelfeld       |
| 2025 | Florian Wirtz           | Deutschland    | Bayer 04 Leverkusen      | Mittelfeld       |

## Ranglisten

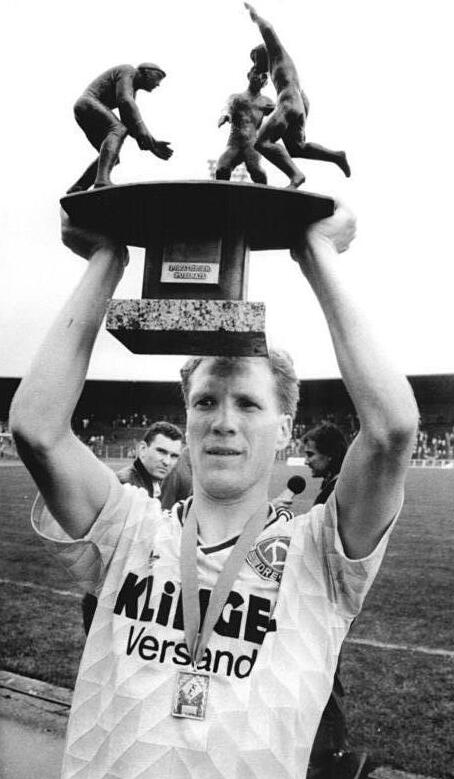
Matthias Sammer wurde als erster und einer von insgesamt drei in der DDR geborenen Spielern gesamtdeutscher Fußballer des Jahres.

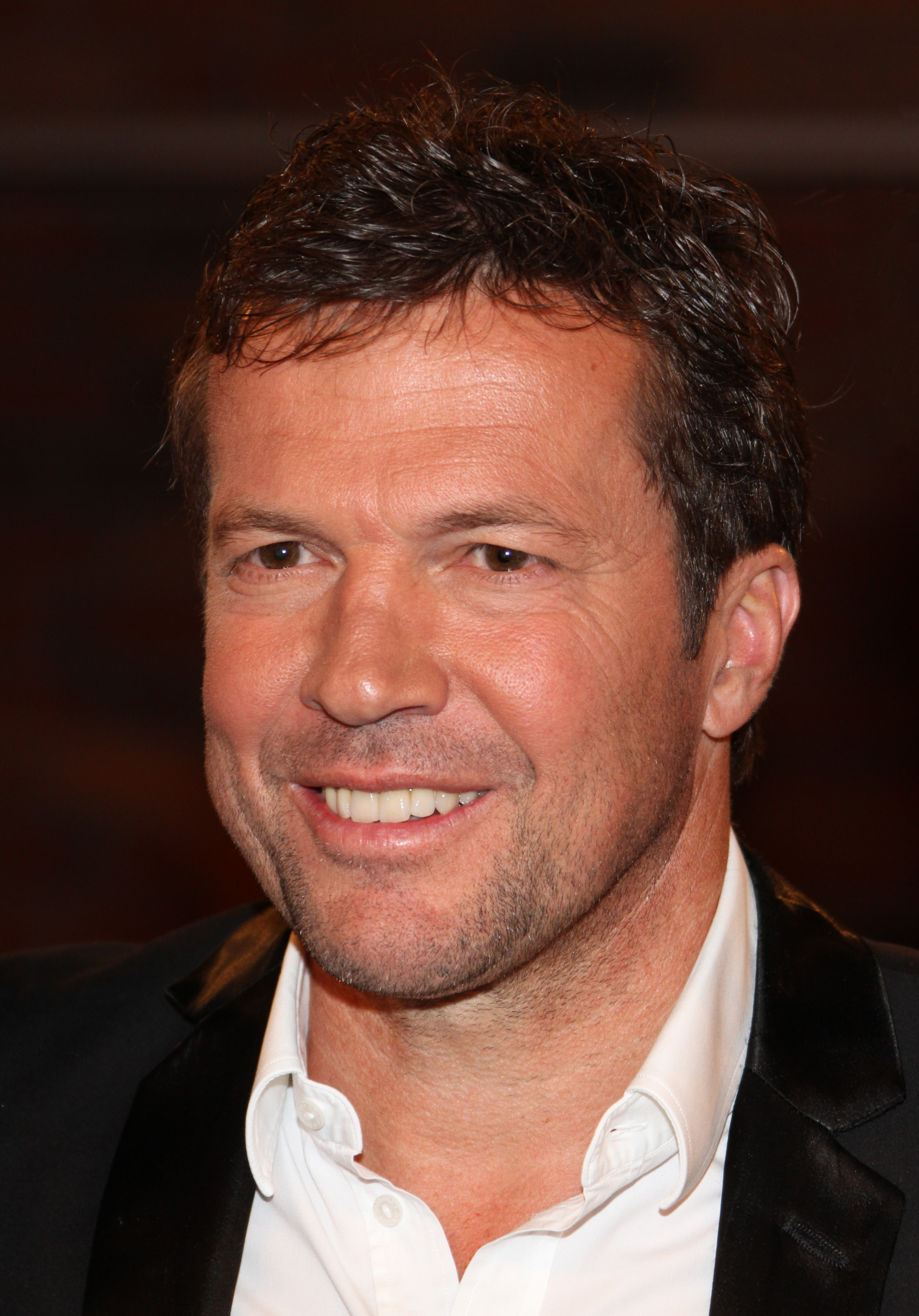
Lothar Matthäus wurde als bisher ältester Spieler gewählt

Diese Rangliste nennt Spieler und deren Vereine, die den Titel mehrmals erhalten haben.

### Spieler
- Platz: Nennt die Platzierung des Spielers innerhalb dieser Rangliste. Diese wird durch die Anzahl der Titel bestimmt. Bei gleicher Anzahl von Titeln wird alphabetisch sortiert.
- Name: Nennt den Namen des Spielers. Fett geschrieben sind alle noch als Profis aktive Spieler.
- Anzahl: Nennt die Anzahl der errungenen Titel.
- Jahre: Nennt die Spielzeiten, in denen der Spieler Fußballer des Jahres wurde.

| Platz | Name               | Anzahl | Jahre                  |
| ----- | ------------------ | ------ | ---------------------- |
| 1.    | Franz Beckenbauer  | 4      | 1966, 1968, 1974, 1976 |
| 2.    | Michael Ballack    | 3      | 2002, 2003, 2005       |
| 2.    | Sepp Maier         | 3      | 1975, 1977, 1978       |
| 2.    | Uwe Seeler         | 3      | 1960, 1964, 1970       |
| 5.    | Thomas Häßler      | 2      | 1989, 1992             |
| 5.    | Oliver Kahn        | 2      | 2000, 2001             |
| 5.    | Jürgen Klinsmann   | 2      | 1988, 1994             |
| 5.    | Toni Kroos         | 2      | 2018, 2024             |
| 5.    | Robert Lewandowski | 2      | 2020, 2021             |
| 5.    | Lothar Matthäus    | 2      | 1990, 1999             |
| 5.    | Gerd Müller        | 2      | 1967, 1969             |
| 5.    | Günter Netzer      | 2      | 1972, 1973             |
| 5.    | Manuel Neuer       | 2      | 2011, 2014             |
| 5.    | Marco Reus         | 2      | 2012, 2019             |
| 5.    | Matthias Sammer    | 2      | 1995, 1996             |
| 5.    | Toni Schumacher    | 2      | 1984, 1986             |
| 5.    | Berti Vogts        | 2      | 1971, 1979             |

### Vereine
- Platz: Nennt die Platzierung des Vereins innerhalb dieser Rangliste. Diese wird durch die Anzahl der Titel bestimmt. Bei gleicher Anzahl von Titeln wird alphabetisch sortiert.
- Verein: Nennt den Namen des Vereins.
- Anzahl: Nennt die Anzahl der errungenen Titel.
- Jahre: Nennt die Spielzeiten, in denen Spieler des Vereins Fußballer des Jahres wurden.

| Platz | Verein                   | Anzahl | Jahre                                                                                                  |
| ----- | ------------------------ | ------ | --- |
| 01.   | FC Bayern München        | 24     | 1966–1969, 1974–1978, 1980–1981, 1999–2001, 2003, 2005, 2008, 2010, 2013, 2014, 2016, 2017, 2020, 2021 |
| 02.   | Borussia Mönchengladbach | 06     | 1971–1973, 1979, 1987, 2012                                                                            |
| 03.   | 1. FC Köln               | 05     | 1962, 1963, 1984, 1986, 1989                                                                           |
| 03.   | Borussia Dortmund        | 05     | 1965, 1995–1997, 2019                                                                                  |
| 05.   | Werder Bremen            | 03     | 1983, 2004, 2006                                                                                       |
| 05.   | Hamburger SV             | 03     | 1960, 1964, 1970                                                                                       |
| 05.   | VfB Stuttgart            | 03     | 1982, 1988, 2007                                                                                       |
| 08.   | Bayer 04 Leverkusen      | 02     | 2002, 2025                                                                                             |
| 08.   | Real Madrid              | 02     | 2018, 2024                                                                                             |
| 08.   | 1. FC Nürnberg           | 02     | 1961, 1993                                                                                             |
| 08.   | VfL Wolfsburg            | 02     | 2009, 2015                                                                                             |

### Positionen
- Platz: Nennt die Platzierung der Position innerhalb dieser Rangliste. Diese wird durch die Anzahl der Auszeichnungen bestimmt. Bei gleicher Anzahl wird alphabetisch sortiert.
- Position: Nennt die Position.
- Anzahl: Nennt die Anzahl der erhaltenen Auszeichnungen.

| Platz | Position   | Anzahl |
| ----- | ---------- | ------ |
| 1.    | Mittelfeld | 23     |
| 2.    | Sturm      | 19     |
| 3.    | Abwehr     | 13     |
| 4.    | Tor        | 11     |